# Jedlinki
Jedlinki – wieś w Polsce położona w województwie lubelskim, w powiecie biłgorajskim, w gminie Potok Górny.
| SIMC    | Nazwa    | Rodzaj    |
| ------- | -------- | --------- |
| 0896290 | Koniec   | część wsi |
| 0896309 | Majdanek | część wsi |

W latach 1975–1998 miejscowość administracyjnie należała do województwa zamojskiego. 
Wieś jest sołectwem w gminie Potok Górny. Według Narodowego Spisu Powszechnego z roku 2011 wieś liczyła 148 mieszkańców i była najmnijszą co do liczby ludności miejscowością gminy.
Wierni Kościoła rzymskokatolickiego należą do parafii św. Jana Chrzciciela w Potoku Górnym.